# Lewków
Lewków – wieś w Polsce położona w województwie wielkopolskim, w powiecie ostrowskim, w gminie Ostrów Wielkopolski.
Lewków leży około 6 km na północny wschód od Ostrowa Wielkopolskiego, nad Niedźwiadą. Około 1 km na zachód od Lewkowa, w Michałkowie znajduje się lotnisko Aeroklubu Ostrowskiego.

## Historia

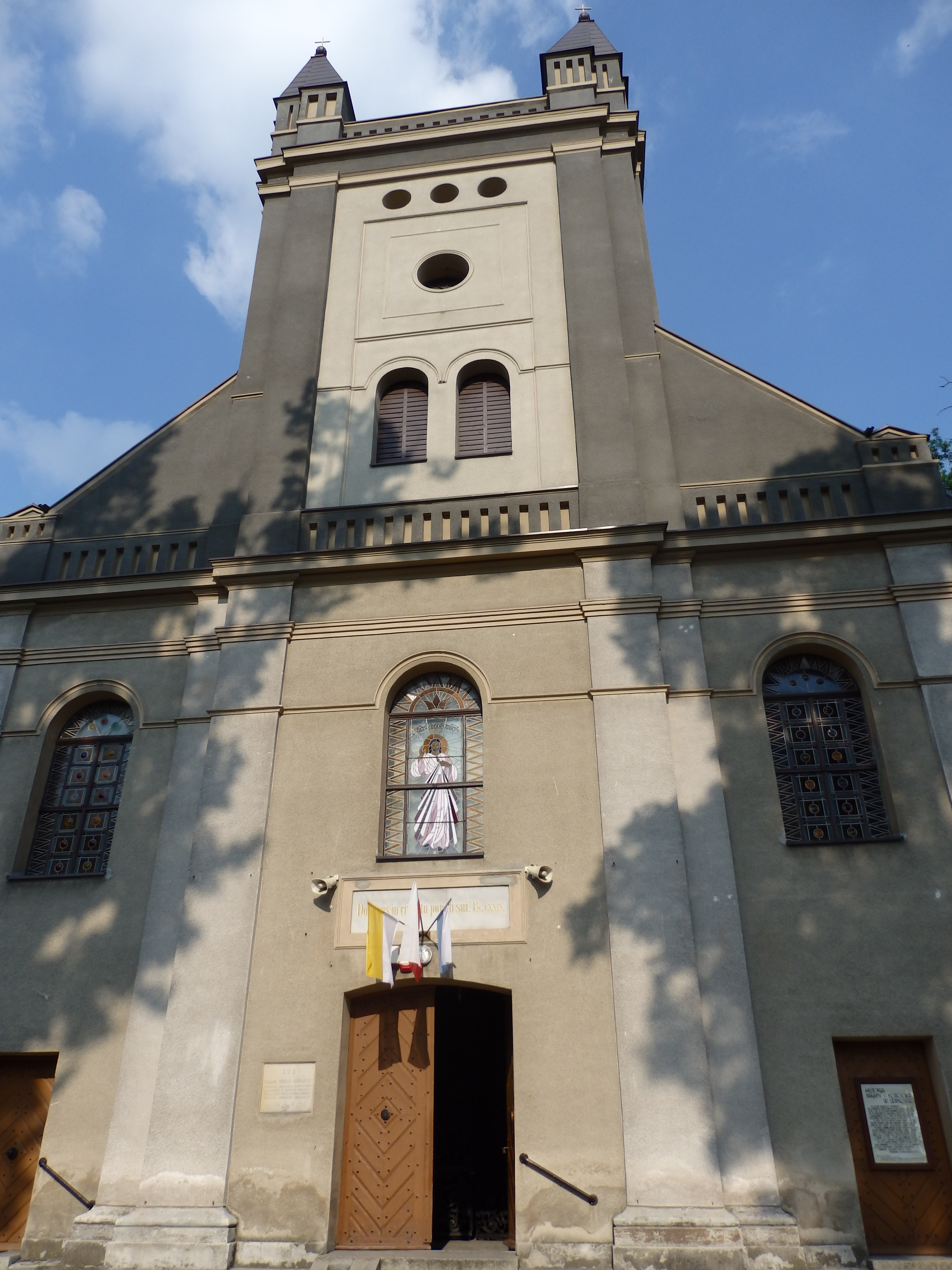
Kościół św. Wojciecha

Pierwsze wzmianki o Lewkowie pochodzą z 1403. Przez dłuższy czas wieś była własnością Koźmińskich, w XVIII w. często zmieniała właścicieli (Sokolniccy, Gorzeńscy, Krzyżanowscy). W 1786 zakupiona przez Wojciecha Lipskiego herbu Grabie (herb szlachecki), adiutanta króla Stanisława Augusta Poniatowskiego. W latach 40. XIX wieku ukrywał się tu, u Józefa Lipskiego, poeta Roman Zmorski. W rękach Lipskich pozostawała do wybuchu II wojny światowej. W 1928 Lewków odwiedził prezydent Ignacy Mościcki. Ostatni przedwojenni właściciele Lewkowa to Jan Lipski oraz jego brat, Józef Lipski, ostatni ambasador Rzeczypospolitej w Berlinie (1934–1939).
Pocztowiec Ludwik Danielak ochrzczony został w Lewkowie w 1909 roku w kościele pw. Św. Wojciecha. Jego ojciec Walenty Danielak w latach 1916–1924 mieszkał w Lewkowie, a potem był radnym Zdun, znanym w regionie społecznikiem. We wrześniu 1939 roku Ludwik Danielak wykonywał zadania na rzecz obronności Państwa. Zginął 7 września w pobliżu wsi Modlna, został rozstrzelany przez żołnierzy Wehrmachtu: 31 pułk piechoty 24 dywizji niemieckiej. Był w mundurze pocztowca i nie miał broni. Organizował harcerstwo na terenie Zdun i okolic Baszkowa w latach 1925–1931.
Miejscowość przynależała administracyjnie przed 1887 r. do powiatu odolanowskiego. W latach 1954–1972 wieś należała i była siedzibą władz gromady Lewków. w latach 1975–1998 do województwa kaliskiego, a w latach 1887–1975 i od 1999 do powiatu ostrowskiego.

## Zabytki
- Pałac Lipskich z 1788-91r. Muzeum Pałacowe[4] zostało na nowo otwarte po remoncie w 2022r.
- kościół św. Wojciecha wzniesiony w latach 1844–1846 w miejscu poprzedniej, drewnianej świątyni, ufundowany przez Salomeę Lipską i jej wnuka Wojciecha Lipskiego, eklektyczny z neorenesansowym wyposażeniem wnętrza z lat 1871–1872,
  - ołtarz główny z obrazem św. Anna Samotrzeć ze św. Janem, kopią obrazu Bartolome Murillo wykonaną przez Leona Kaplińskiego,
  - prezbiterium z polichromią z XIX wieku, stiukowymi ścianami i marmurowym tabernakulum,
  - kuta żelazna krata przy przejściu z kruchty do kościoła, przyozdobiona ornamentem w stylu regencji z datą 1732 i inicjałami ksieni ołobockiej Katarzyny Pawłowskiej, zakupiona w 1817 r. z kościoła cysterskiego w Ołoboku,
  - przykościelny grobowiec Lipskich z napisem: Wojciechowi Lipskiemu 1805-1855 demokracie i politykowi, bojownikowi o niepodległość Polski, twórcy gimnazjum w Ostrowie w 125 rocznicę 1845-1970,
  - przykościelny cmentarz z drzewa pomnikowymi i dwoma złączonymi na kształt stołu głazami narzutowymi mającymi razem wymiary 1,7 na 1 m,
  - mur z dekoracyjnymi wazami i figurami.

## Urodzeni w Lewkowie
- Wojciech Lipski – polski działacz narodowy i społeczny, ziemianin kaliski, powstaniec listopadowy[5].